# Фігарі (аеропорт)
Аеропорт Фігарі або Аеропорт Південна Корсика (фр. Aéroport de Figari-Sud Corse) (IATA: FSC, ICAO: LFKF) — аеропорт, що розташований за 3 км NW від Фігарі, комуна департаменту Південна Корсика у Франції, на острові Корсика та за 25 км SW від Порто-Веккіо.
Це третій за пасажирообігом аеропорт на Корсиці, відкритий в 1975 році. В 2016 році аеропорт обслуговував 639 916 пасажирів, що на 9,2% більше, ніж в 2015 році. Пасажиропотік становив 100 209 пасажирів на міжнародних рейсах та 539 911 пасажирів на внутрішніх рейсах. 

## Авіалінії та напрямки, лютий 2021
| Авіакомпанія                  | Пункт призначення                                                                                       |
| ----------------------------- | --- |
| Air Corsica                   | Марсель, Ніцца, Париж-Орлі Сезонний: Лондон–Станстед, Ліон, Тулуза                                      |
| Air France                    | Сезонний: Париж–Орлі, Страсбург                                                                         |
| Air France Hop                | Сезонний: Бордо, Кан, Клермон-Ферран, Мец/Нансі, Нант, Париж–Шарль де Голль, Кемпер, Ренн, Руан, Тулуза |
| British Airways               | Сезонний: Лондон–Хітроу                                                                                 |
| easyJet                       | Сезонний: Базель, Женева, Лондон–Гатвік, Ліон, Нант (з 4 квітня 2021), Париж–Шарль де Голль, Тулуза     |
| Edelweiss Air                 | Сезонний: Цюрих (з 30 травня 2021)                                                                      |
| Luxair                        | Сезонний: Люксембург                                                                                    |
| Ryanair                       | Сезонний: Париж-Бове (з 30 березня 2021)                                                                |
| Swiss International Air Lines | Сезонний: Цюрих                                                                                         |
| Volotea                       | Сезонний: Бордо, Лілль, Ліон, Монпельє, Нант, Ренн, Страсбург, Тулуза                                   |

## Статистика
Див. джерело запитів Вікіданих та джерела.